# Guilherme de Jesus da Silva
Guilherme de Jesus da Silva, mais conhecido como Tinga (Porto Alegre, 1 de setembro de 1993), é um futebolista brasileiro que atua como lateral-direito e zagueiro. Atualmente joga pelo Fortaleza.
O apelido Tinga foi herdado do ex-jogador Paulo César Tinga, que também foi revelado pelo Grêmio, apelidado de Tinga porque nasceu no bairro Restinga, em Porto Alegre. Ele começou a ser chamado pelo apelido enquanto ainda estava na escolinha do clube.

## Carreira

### Grêmio
Nascido em Porto Alegre, Rio Grande do Sul, Tinga foi revelado nas categorias de base do Grêmio no ano de 2013. Sua primeira partida profissional aconteceu no dia 20 de janeiro, entrando como titular em uma vitória fora de casa por 2 a 0 sobre o Esportivo, pelo Campeonato Gaúcho de 2013.
Pelo Grêmio, fez 7 partidas e marcou nenhum gol.

### Boa Esporte
Em 21 de agosto de 2014, foi oficializado o empréstimo de Tinga ao Boa Esporte com o pedido de Luiz Felipe Scolari para a diminuição o elenco do Grêmio, com um contrato até o fim do ano. Sua estreia aconteceu em 26 de outubro, entrando como substituto em uma vitória em casa por 2 a 0 sobre o Icasa, pela Série B de 2014.
Pelo Boa Esporte, fez 18 partidas e marcou nenhum gol.

### Fortaleza
Em 9 de fevereiro de 2015, foi oficializado o empréstimo de Tinga ao Fortaleza, por um contrato até o final da temporada. Sua estreia aconteceu em 14 de fevereiro, entrando como titular na vitória fora de casa por 3 a 1 sobre o Horizonte, pelo Campeonato Cearense de 2015. Seu primeiro gol pelo clube aconteceu em 16 de abril, em uma vitória em casa por 2 a 1 sobre o River-PI, pela Copa do Brasil de 2015.
Tinga ainda foi eleito o melhor lateral-direito da Copa do Nordeste de 2015 e também fez bons jogos na Série C. Na sua primeira passagem pelo Fortaleza, fez 31 jogos e marcou 2 gols.

### Bahia
Em 19 de janeiro de 2016, o Grêmio não chegou a um acordo com Tinga e optou por não renovar o contrato do jogador, que tinha contrato com o clube até abril do mesmo ano, mas o clube manteve um percentual para lucrar em uma negociação futura. E ainda, despertou interesse de clubes como Santos e Bahia depois de se destacar pelo Fortaleza no ano anterior.
Após estender o seu contrato com o Grêmio até julho de 2016, em 10 de fevereiro, foi anunciada a contratação de Tinga pelo Bahia, com um contrato de empréstimo até dezembro de 2017. Sua estreia pelo clube aconteceu em 18 de fevereiro, entrando como titular em uma vitória por 3 a 1 sobre a Juazeirense, pela Copa do Nordeste de 2016. Apesar do seu time conseguir a promoção para a Série A de 2017, Tinga foi criticado pela torcida e não foi aproveitado na temporada seguinte.
Pelo Bahia, fez 30 partidas e marcou nenhum gol.

### Juventude
Após não ser aproveitado pelo Bahia na temporada de 2017, em 2 de maio, foi oficializado o empréstimo de Tinga ao Juventude, por um contrato até o final do ano. Fez sua estreia pelo clube em 12 de maio, entrando como titular em uma vitória em casa por 2 a 1 sobre o Luverdense, pela Série B de 2017.
Pelo Juventude, fez 21 partidas e marcou nenhum gol.

### Retorno ao Fortaleza

#### 2018
Em 29 de dezembro de 2017, o Fortaleza oficializou o retorno de Tinga ao clube, em troca do meia-atacante Isaac que foi transferido para as categorias de base do Bahia. Sua reestreia pelo clube aconteceu em 17 de janeiro, entrando como titular em uma vitória fora de casa por 4 a 0 sobre o Uniclinic, pelo Campeonato Cearense de 2018.
Seus dois primeiros gols após o seu retorno ao clube aconteceram em 10 de fevereiro, em uma vitória fora de casa por 4 a 0 sobre o Guarani de Juazeiro, pelo Campeonato Cearense de 2018. Na mesma temporada, conseguiu o acesso e a conquista da Série B de 2018, o seu primeiro campeonato nacional conquistado na sua carreira.
No ano de 2018, fez 49 jogos e marcou 5 gols pelo Fortaleza.

#### 2019
Sua primeira partida na temporada de 2019 aconteceu em 15 de janeiro, entrando como titular em uma vitória fora de casa por 3 a 1 sobre o Náutico, pela Copa do Nordeste de 2019, aonde também deu uma assistência para um dos gols marcados pelo seu clube. Seu primeiro gol na temporada aconteceu em 6 de fevereiro, em uma vitória em casa por 3 a 1 sobre o Barbalha, pelo Campeonato Cearense de 2019.
Na mesma temporada, esteve nas conquistas do Campeonato Cearense de 2019 e da Copa do Nordeste de 2019. Sendo uma das peças importantes do Fortaleza, no dia 1 de julho de 2019, Tinga renovou seu contrato com o clube até o fim do ano de 2021.
No ano de 2019, fez 43 jogos e marcou 5 gols pelo Fortaleza.

#### 2020
Seu primeiro partida na temporada de 2020 aconteceu em 28 de janeiro, entrando como titular em uma vitória fora de casa por 1 a 0 sobre o Caucaia, pelo Campeonato Cearense de 2020. Seu primeiro gol na temporada aconteceu em 1 de março, em uma vitória em casa por 4 a 2 sobre o Barbalha.
E ainda, Tinga se tornou o primeiro jogador da história do Fortaleza a marcar gol nos dois jogos de uma final do Campeonato Cearense em Clássicos-Rei. Em finais, isso só aconteceu uma vez no clube, no Campeonato Cearense de 2008, quando Osvaldo e Paulo Isidoro marcaram nos dois jogos da decisão contra o Icasa.
Na mesma temporada, esteve apenas na conquista do Campeonato Cearense de 2020. No ano de 2020, fez 43 jogos e marcou 5 gols pelo Fortaleza.

#### 2021
Seu primeira partida na temporada de 2021 aconteceu em 3 de março, entrando como titular em uma vitória em casa por 1 a 0 sobre o CRB, pela Copa do Nordeste de 2021. Seu primeiro gol na temporada aconteceu em 1 de agosto, marcando o único gol do Fortaleza em uma derrota fora de casa para o Ceará por 3 a 1, pela Série A de 2021.
Após a chegada do treinador Juan Pablo Vojvoda, mesmo sendo lateral-direito de origem, Tinga passou a atuar como zagueiro improvisado no esquema tático de 3 defensores, o que rendeu atuações elogiáveis. Titular absoluto na equipe, em 16 de junho de 2021, Tinga renovou seu contrato com o Fortaleza até dezembro de 2023.
Na mesma temporada, esteve apenas na conquista do Campeonato Cearense de 2021, além de ser titular absoluto da equipe na campanha que levou à quarta colocação na Série A de 2021 e a inédita classificação para a Copa Libertadores da América de 2022. No ano, fez 55 jogos e marcou um gol.

## Seleção Brasileira
Em 2013, Tinga foi convocado para defender a Seleção Brasileira Sub-20 para a disputa do Torneio Internacional de Toulon, torneio no qual sua equipe foi campeã. Tinga foi convocado para defender a Seleção Brasileira Olímpica nos Jogos Pan-Americanos de 2015, no Canadá. Foi chamado pelo técnico Rogério Micale, treinador da Seleção Sub-20, já que para tal competição é necessário idade olímpica.

## Estilo de jogo
Tinga é lateral-direito de origem e polivalente no setor defensivo e ofensivo, é muitas vezes um importante elemento surpresa no ataque. Chegou a ser utilizado até como um meia-direita ou ponta-direita com o treinador Rogério Ceni no Fortaleza, quando a proposta era jogar de forma mais reativa em algumas partidas. Sob comando do treinador Juan Pablo Vojvoda, atuou na posição de zagueiro na linha de três defensores e mostrou boa adaptação à função. Tinga tem a efetividade dos passes verticais e elevou sua taxa de participação em campo, trocando mais passes e acertando ações. Na parte defensiva, que nunca foi problema, cumpre bem o posicionamento e faz as perseguições com intensidade e concentração quando há a necessidade.

## Estatísticas
Atualizado até 18 de novembro de 2022.

### Clubes
| Equipe            | Temporada         | Campeonato nacional | Campeonato nacional | Campeonato nacional | Copa nacional[a] | Copa nacional[a] | Copa nacional[a] | Competições continentais[b] | Competições continentais[b] | Competições continentais[b] | Outros torneios[c] | Outros torneios[c] | Outros torneios[c] | Total | Total | Total   |
| Equipe            | Temporada         | Jogos               | Gols                | Assist.             | Jogos            | Gols             | Assist.          | Jogos                       | Gols                        | Assist.                     | Jogos              | Gols               | Assist.            | Jogos | Gols  | Assist. |
| ----------------- | ----------------- | ------------------- | ------------------- | ------------------- | ---------------- | ---------------- | ---------------- | --------------------------- | --------------------------- | --------------------------- | ------------------ | ------------------ | ------------------ | ----- | ----- | ------- |
| Grêmio            | 2013              | —                   | —                   | —                   | —                | —                | —                | —                           | —                           | —                           | 4                  | 0                  | 0                  | 4     | 0     | 0       |
| Grêmio            | 2014              | —                   | —                   | —                   | —                | —                | —                | —                           | —                           | —                           | 3                  | 0                  | 0                  | 3     | 0     | 0       |
| Grêmio            | Total             | 0                   | 0                   | 0                   | 0                | 0                | 0                | 0                           | 0                           | 0                           | 7                  | 0                  | 0                  | 7     | 0     | 0       |
| Boa Esporte       | 2014              | 18                  | 0                   | 0                   | —                | —                | —                | —                           | —                           | —                           | —                  | —                  | —                  | 18    | 0     | 0       |
| Boa Esporte       | Total             | 18                  | 0                   | 0                   | 0                | 0                | 0                | 0                           | 0                           | 0                           | 0                  | 0                  | 0                  | 18    | 0     | 0       |
| Fortaleza         | 2015              | 14                  | 1                   | 0                   | 4                | 1                | 0                | —                           | —                           | —                           | 13                 | 0                  | 0                  | 31    | 2     | 0       |
| Fortaleza         | 2018              | 32                  | 2                   | 1                   | —                | —                | —                | —                           | —                           | —                           | 17                 | 3                  | 2                  | 49    | 5     | 3       |
| Fortaleza         | 2019              | 23                  | 4                   | 2                   | 2                | 0                | 0                | —                           | —                           | —                           | 18                 | 1                  | 2                  | 43    | 5     | 4       |
| Fortaleza         | 2020              | 28                  | 0                   | 3                   | 2                | 1                | 0                | 2                           | 0                           | 0                           | 13                 | 4                  | 5                  | 43    | 5     | 4       |
| Fortaleza         | 2021              | 36                  | 1                   | 2                   | 8                | 0                | 0                | —                           | —                           | —                           | 11                 | 0                  | 0                  | 55    | 1     | 2       |
| Fortaleza         | 2022              | 17                  | 0                   | 2                   | 0                | 0                | 0                | 5                           | 0                           | 0                           | 11                 | 2                  | 2                  | 33    | 2     | 4       |
| Fortaleza         | Total             | 150                 | 8                   | 10                  | 16               | 2                | 0                | 7                           | 0                           | 0                           | 83                 | 10                 | 11                 | 256   | 20    | 21      |
| Bahia             | 2016              | 20                  | 0                   | 3                   | 2                | 0                | 0                | —                           | —                           | —                           | 8                  | 0                  | 0                  | 30    | 0     | 3       |
| Bahia             | 2017              | —                   | —                   | —                   | —                | —                | —                | —                           | —                           | —                           | 0                  | 0                  | 0                  | 0     | 0     | 0       |
| Bahia             | Total             | 20                  | 0                   | 3                   | 2                | 0                | 0                | 0                           | 0                           | 0                           | 8                  | 0                  | 0                  | 30    | 0     | 3       |
| Juventude         | 2017              | 21                  | 0                   | 1                   | —                | —                | —                | —                           | —                           | —                           | —                  | —                  | —                  | 21    | 0     | 1       |
| Juventude         | Total             | 21                  | 0                   | 1                   | 0                | 0                | 0                | 0                           | 0                           | 0                           | 0                  | 0                  | 0                  | 21    | 0     | 1       |
| Total na carreira | Total na carreira | 209                 | 8                   | 14                  | 18               | 2                | 0                | 7                           | 0                           | 0                           | 98                 | 10                 | 11                 | 327   | 20    | 25      |

- a. ^ Jogos da Copa do Brasil
- b. ^ Jogos da Copa Libertadores da América e da Copa Sul-Americana
- c. ^ Jogos do Campeonato Gaúcho, Campeonato Cearense, Copa do Nordeste e Campeonato Baiano